# Better With U Tour
Better with U Tour' fue la segunda gira de conciertos de la boy band estadounidense Big Time Rush. Visitando Estados Unidos y Canadá, la gira apoyó el segundo álbum de estudio de la banda, Elevate.

## Antecedentes
La banda anunció la gira en noviembre de 2011, en On Air with Ryan Seacrest. El grupo declaró que la gira sería más grande, pasando del circuito de festivales a tocar en teatros y auditorios. La gira también marca los primeros shows de la banda en Canadá. La gira se convirtió en un gran éxito, con entradas agotadas en siete grandes mercados: Boston, Chicago, Washington D. C., Detroit, Nueva York, Raleigh y Sacramento, y las entradas se agotaron en diez minutos. La banda también tocó en dos festivales, el Rodeo de Houston y Mardi Gras en Universal Studios. A la gira se unió la boy band británico-irlandesa One Direction, que ofreció sus primeras actuaciones en Estados Unidos.

## Recepción crítica
La gira recibió críticas positivas por parte de la crítica musical. Mark Lewis (American River Current) calificó el concierto de Sacramento de "me encantó" y dijo: "En pocas palabras, BTR cumplió con el bombo que incitó a una multitud de mujeres jóvenes a viajar desde tan lejos como Fresno para echar un vistazo a sus ídolos de rostro fresco. El Memorial Auditorium de Sacramento se llenó durante más de dos horas antes de que Kendall, James, Carlos y Logan subieran al escenario". El hijo de ocho años de Carin Lane (Times Union) describió el espectáculo de Albany como "la mejor noche de todas". Escribió: "Estos chicos saben cantar y moverse, ya que el espectáculo estaba bien coreografiado en un escenario que incluía un enorme andamio de tres niveles con rampas, una pasarela, dos torres y un trampolín".

## Actos de apertura
- Jackson Guthy[7]
- Jojo  (Fechas selectas) (Las Vegas, Los Ángeles, San José, Sacramento, Broomfield)
- One Direction (Fechas selectas) 10 últimas[8]
- McClain Sisters (Fechas selectas) (Houston)[9]

## Setlist
1. "Big Time Rush"
2. "Time of Our Life"
3. "Nothing Even Matters"
4. "No Idea"
5. "Love Me Love Me"
6. "If I Ruled the World"
7. "Superstar"
8. "Invisible"
9. "Boyfriend"
10. "Cover Girl"
11. "I Wanna Hold Your Hand"
12. "Worldwide"
13. "Show Me"
14. "Music Sounds Better with U"
15. "Stuck"
16. 'Halfway There"
17. "Til I Forget About You"

Encore
1. "Elevate"
2. "City Is Ours"

## Fechas de la gira
| Date (2012)   | Ciudad        | País           | Lugar                              | Asistencia            | Ganancias  |
| ------------- | ------------- | -------------- | ---------------------------------- | --------------------- | ---------- |
| 17 de febrero | Las Vegas     | Estados Unidos | PH Theatre for the Performing Arts |                       |            |
| 18 de febrero | Los Ángeles   | Estados Unidos | Gibson Amphitheatre                |                       |            |
| 19 de febrero | San José      | Estados Unidos | Event Center Arena                 | 4,131 / 4,204 (98%)   | $181,395   |
| 20 de febrero | Sacramento    | Estados Unidos | Sacramento Memorial Auditorium     | N/a                   |            |
| 22 de febrero | Broomfield    | Estados Unidos | 1stBank Center                     | N/a                   |            |
| 24 de febrero | Rosemont      | Estados Unidos | Akoo Theatre                       | N/a                   |            |
| 25 de febrero | Detroit       | Estados Unidos | Fox Theatre                        | N/a                   |            |
| 26 de febrero | Toronto       | Canadá         | Air Canada Centre                  | 6,193 / 6,193 (100%)  | $269,848   |
| 28 de febrero | Albany        | Estados Unidos | Palace Theatre                     |                       |            |
| 1 de marzo    | Ledyard       | Estados Unidos | MGM Grand Theater                  |                       |            |
| 2 de marzo    | Fairfax       | Estados Unidos | Patriot Center                     | 5,544 / 5,544 (100%)  | $249,300   |
| 3 de marzo    | Boston        | Estados Unidos | Agganis Arena                      |                       |            |
| 4 de marzo    | Houston       | Estados Unidos | Reliant Stadium                    |                       |            |
| 6 de marzo    | Durham        | Estados Unidos | Durham Performing Arts Center      |                       |            |
| 7 de marzo    | Nashville     | Estados Unidos | Bridgestone Arena                  | 7,711 / 8,815 (87%)   | $271,037   |
| 9 de marzo    | New York City | Estados Unidos | Radio City Music Hall              | 5,922 / 5,922 (100%)  | $254,602   |
| 10 de marzo   | Orlando       | Estados Unidos | Universal Music Plaza Stage        |                       |            |
| Total         | Total         | Total          | Total                              | 29,501 / 30,678 (96%) | $1,226,182 |